# Shuowen Jiezi
Le Shuōwén Jiězì (chinois traditionnel : 說文解字 ; chinois simplifié : 说文解字 ; pinyin : shuōwén jiězì ; EFEO : Chouo-wen tsie-tseu), souvent abrégé en Shuōwén (說文 / 说文, shuōwén, Chouo-wen), est un ouvrage du début du IIe siècle rédigé par le spécialiste des Cinq classiques, Xǔ Shèn (許慎 / 许慎, xǔ shèn, Siu-chen ; 58 – 147). Il s'agit du premier dictionnaire de caractères chinois à proposer une analyse de leur composition et à les classer à l’aide de ce qui est compris à présent comme des clés, ses sections : les caractères sont classés en bùshǒu (部首, bùshǒu, pou-cheou).
Son titre tel qu'il est habituellement compris est « Explication des pictogrammes (wen, 文) et des idéo-phonogrammes (zi, 字, tseu) », les deux catégories de caractère inventés par Cāng Jié (倉頡 / 仓颉, Ts'ang-tsie), selon l’auteur. Ces sens spécifiques résultent peut-être de l'opposition faite entre les deux par le titre même de l'ouvrage ; mais le sens d'origine n'était pas celui-là. Cette ambiguïté est inhérente au chinois classique, où les caractères sont très souvent polysémiques. Le titre signifie plus probablement « Origine (說) de la forme graphique (文) et explication (解) du prononcé du caractère (字) », conformément à ce que réalise un ouvrage d'étymologie.
L’ouvrage aurait été achevé vers 100, mais ne fut présenté à l’empereur qu’en 121 par Xǔ Chóng (許沖 / 许沖, Siu Tch'ong), fils de Xu Shen.
Selon W.G. Boltz, l’entreprise de Xu Shen n’était pas uniquement linguistique mais également politique, liée à l’idée confucéenne que l’emploi de mots justes (zhèng míng, 正名, tcheng-ming) est nécessaire pour bien gouverner, comme l’auteur le rappelle dans la postface.

## Circonstances de compilation
Xu Shen, un érudit des Cinq Classiques de la dynastie Han, a compilé le Shuowen Jiezi. Il termina sa rédaction en 100, mais à la suite d'une attitude impériale défavorable à l'égard de l'érudition, il attendit jusqu'à 121 avant que son fils Xǔ Chōng la présente à l'empereur Han Andi, avec un mémoire.
Xu a écrit le  Shuowen Jiezi  pour analyser les caractères du style petit sceau (plus précisément le xiǎozhuàn 小篆), qui ont évolué lentement et organiquement tout au long de la dynastie des Zhou de la mi- à la fin- de l'état dans l'état de Qin, et qui ont ensuite été normalisés au cours de la dynastie Qin et promulgués à l'échelle de l'empire. Ainsi, Needham et al. décrivent le Shuowen jiezi comme « un manuel paléographique ainsi qu'un dictionnaire ».
Les dictionnaires chinois pré-Shuowen, tels que Er ya et Fangyan (en), étaient des listes limitées de synonymes mal organisées en catégories sémantiques, ce qui rendait difficile la recherche de caractères. Les caractères analytiques de Xu Shen ont été regroupés dans l'intégralité de Shuowen Jiezi à travers leurs composants graphiques communs, ce que Boltz a qualifié d'« innovation conceptuelle majeure dans la compréhension du système d'écriture chinois ».

## Rôle historique
D'après Boltz (1993: 430), la compilation du  Shuowen  par Xu « ne peut pas être considérée comme découlant d'une volonté purement linguistique ou lexicographique ». Ses motivations étaient plus pragmatiques, et politiques. La rédaction du Shuowen Jiezi est indissociable du contexte de l'entreprise de reconstitution des classiques confucéens du début des Han, ainsi que des découvertes de manuscrits antérieurs à l'unification impériale qui lui firent suite.
La plus grande partie du patrimoine littéraire antique chinois a été élaborée pendant la période des Royaumes combattants (du Ve siècle av. J.-C. à l'unification des royaumes chinois par la dynastie Qin), mais sa forme originale s'est perdue. Cette période est caractérisée par une fragmentation politique et culturelle de la Chine, et une dérive tant de la forme graphique que du sens des caractères.
La grande majorité des néographies créées à cette époque sont des « idéophonogrammes », qui ajoutent à un caractère de base un « détrompeur », ou spécificateur générique, visant à préciser le sens dans lequel il doit être pris.
Cependant, l'indifférence relative au spécificateur avait été notée dans les textes anciens : « 古無正字，多假借，以中為仲，以說為說，以召為邵，以間為閑 », « Autrefois, deux caractères n'étaient pas nécessaires, on empruntait volontiers une graphie ; ainsi en écrivant 中, zhōng, « milieu », on exprimait le sens de 仲, zhòng, « intermédiaire » ; avec la graphie 說, shuō, « expliquer », on signifiait chinois traditionnel : 說 ; pinyin : yuè ; litt. « joie », (etc.) ».
La normalisation institutionnelle de l’écriture a débuté sous la dynastie Qin (221 à 206 av. J.-C.), et s'est achevée sous la dynastie Han (206 av. J.-C. à 220 apr. J.-C), en réaction en particulier l’inflation des caractères interchangeables par changement de clef, et à la divergence régionale des formes graphiques.
Pour uniformiser l'écriture, le premier empereur ordonne l’incendie des livres des Cents Écoles (-213) et l’assassinat de plus de quatre cents maîtres perpétuant leurs traditions. 
La normalisation impose le style petit sceau (小篆, xiǎozhuàn) pour les écrits officiels et protocolaires, et autorise une écriture des clercs (隸書 / 隶书, lìshū) pour les usages administratifs.
Les textes classiques furent reconstitués par la suite par les premiers Han, à partir de quelques copies en écriture des clercs, ou sous la dictée des maîtres qui en avaient perpétué la mémoire. Au cours de l'ère Han, la théorie dominante du langage était l'idée Confucianiste de rectifier les sens (en), la conviction qu'utiliser les noms corrects pour désigner les choses est essentiel à un gouvernement approprié. La postface (敘, xù) du Shuowen Jiezi (tr. Thern 1966: 17) explique: « Maintenant, la langue écrite est le fondement de l’apprentissage classique, la source du gouvernement royal ». 
Le Shuowen est présenté à la cour en 121, près de trois siècles et demi après le lancement de la standardisation. Il achève la normalisation sur le plan lexicographique, en fixant le spécificateur qui doit être utilisé pour un mot lorsqu'il est employé dans un sens donné. Son auteur précise que l'ouvrage permet de « 知化窮冥 » « connaître les changements, fin de l'obscurité ».
Dans son effort d'analyser le sens des caractères et de définir les mots qu'ils représentaient, Xu Shen s’efforçait de lever toute ambiguïté sur le sens des classiques antérieurs à la dynastie Han, de manière à éliminer toute discussion sur leur sens et rétablir un ordre. Ce faisant il imprégna profondément son œuvre de sa compréhension personnelle de ce que sont les caractères et de ce qu'est l'univers.
À partir du Shuowen, il existera un outil de référence pour ne pas écrire n’importe quel caractère.
Le Shuowen a permis la conservation du  style petit sceau de l'empire Qin, déjà tombée en désuétude à l'époque Han.

## Structure
L’ouvrage débute par une préface suivie de 15 chapitres, dont le dernier est composé d’une postface et d’un index.
Xǔ Shèn indique dans sa postface que le dictionnaire contient 9 353 entrées, plus 1 163 variantes graphiques, et est composé au total de 133 441 caractères. De nos jours, le texte reçu s'en écarte légèrement, du fait des omissions et des corrections apportées ultérieurement par les commentateurs (en particulier Xú Xuàn, voir ci-dessous), et les éditions modernes décrivent 9 831 caractères et 1 279 variantes.

### Radicaux

Les 540 radicaux du Shuowen Jiezi.

Les caractères sont classés sous 540 sections (部, bù) regroupant les composés dérivés d'un caractère « tête de section » (部首, bùshǒu). Cette initiative est une première contribution majeure de Xu Shen, qui invente ainsi ce qui correspondra aux « clefs » dans l'usage moderne. Ces radicaux sont généralement des caractères à part entière, mais ne sont parfois qu'un élément de caractère partagé par les caractères de la section mais sans existence autonome.
En fait, 34 de ces têtes de section ne produisent aucun composé, et 159 n'en comportent qu'un seul. Ce choix n’est pas conforme à la logique des dictionnaires ultérieurs qui cherchent à regrouper le maximum de caractères sous le minimum de clés.
Le choix et l'ordre des radicaux pourrait avoir été dicté par des considérations numérologiques et cosmologiques. Le premier radical est 一, yī, « un ; premier » et le dernier est (亥, hài, le dernier caractère des branches terrestres). Chaque clé semblent être sémantiquement ou phonétiquement reliée à ses voisines.
Le nombre de têtes de section, 540, est égal à 6 × 9 × 10. En  numérologie chinoise, c'est le produit des nombres symboliques de Yin et Yang, et du nombre de Tiges célestes.

### Structure d'une entrée
Les entrées du ShuoWen suivent une structure invariable, dont les trois premiers éléments sont toujours présents :
1. Chaque entrée présente le caractère dans le style petit sceau (小篆, xiǎozhuàn)[12].
2. Chaque entrée est toujours suivie d'un glose, « définition » permettant d'identifier le sens dans lequel le mot est pris. La glose donne parfois un synonyme, parfois un sens très marginal, et parfois n'a qu'un rapport indirect avec le caractère traité. Une première glose peut être suivie parfois par d'autres gloses alternatives que XuShen a trouvé dans la littérature classique.
3. Chaque entrée donne (dans la mesure du possible) une analyse de la forme graphique en énumérant ses constituants.
4. L'entrée est ensuite parfois suivie d'une note optionnelle sur d'éventuels allographes.
5. L'entrée est ensuite parfois suivie de diverses informations encyclopédiques.
6. L'entrée des têtes de section (et celles-ci uniquement) est ensuite suivie d'une formule de subsomption éclairant la signification des composés, même dans les cas où la section ne contient pas de composés.
7. Suivent ensuite parfois des notes finales sur la prononciation, dans approximativement 10% des entrées, généralement introduites par 讀若 (dúruò, se lit comme).

Des variantes peuvent être indiquées, soit de style « grand sceau » (大篆, dàzhuàn), soit de style « ancien » (古文, gǔwén). Suivent parfois une seconde définition, des précisions sur l’usage régional ou une citation.
Les caractères en « écriture zhou » ont été tirés du shizhoupian, un ancien dictionnaire des caractères chinois datant de la Période des Royaumes combattants, dont seuls des fragments subsistent.
Les caractères « anciens » proviennent de copies pré-Qin des classiques, récupérés des murs des maisons où ils avaient été cachés pour échapper à la destruction ordonnée par Qin Shihuang. Xu croyait qu'il s'agissait des plus anciens caractères disponibles, car Confucius aurait utilisé les plus anciens pour mieux comprendre le sens des textes. Il s'agit en réalité de variantes orientales datant de la période des Royaumes combattants.
On peut remarquer ici que l'auteur déclare que son ouvrage contient « 九千三百五十三文 » : 9 353 文 (wén). De toute évidence, il ne s'agit pas de 9 353 caractères non composés, puisqu'au contraire l'immense majorité des entrées est constituée de caractères composés. 文 (wén) est bien pris ici dans son sens primitif, un réseau de lignes qui dessine un logo graphique, peut-être à l'origine un tatouage totémique. Les 文 (wén) ainsi décomptés sont les tracés en petit sigillaire des caractères, leur forme considérée comme « primitive » par l'auteur. Par la suite, les copistes successifs ont transformé l'écriture d'origine du texte, d'abord en écriture cléricale puis en style régulier, mais ont conservé inchangé le tracé (文) des caractères donné en sigillaire, ainsi que les exemples de grand sigillaire ou de « style ancien ». Ces éléments montrent que le Shuowen n'est pas un dictionnaire décrivant simplement la composition des caractères, mais se présente comme un dictionnaire d'étymologie graphique de ces caractères. Dans le même passage, l'auteur déclare que l'ouvrage contient « 十三萬三千四百四十字», 133 441 字 (zì) : il s'agit cette fois-ci des caractères en tant qu'ils signifient quelque chose, des mots, et non plus des formes graphiques discutées.  字 (zì) représente étymologiquement l'image d'un nourrisson, et par dérivation le fait de lui donner un nom. Ici, le ShuoWen explique comment on donne un nom à un caractère, c'est-à-dire comment une forme graphique reçoit une lecture particulière qui en fait un mot.

### Étymologies graphiques des caractères

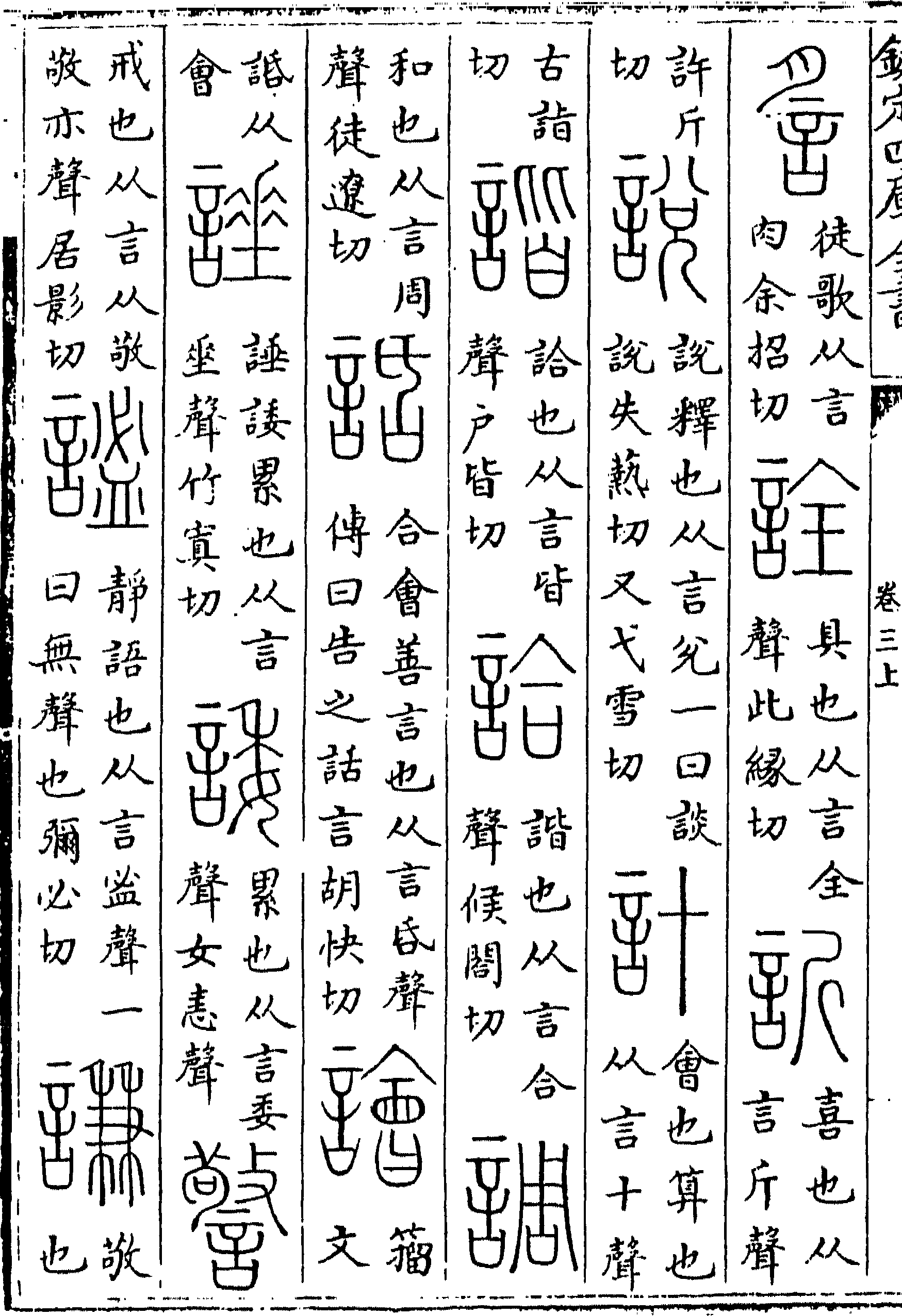
Page du ShuoWen décrivant le caractère hé.

Une entrée typique et minimaliste se présente ainsi  (caractère central dans l'image ci-contre) :
 諧也从言合聲.
Une structure AB也 signifie en chinois classique « A est B », ce qui conduirait naturellement ici à interpréter le second terme comme synonyme du premier, mais une telle lecture serait trop rapide. Le premier segment (詥諧也) donne ici une « définition » du caractère 詥 (hé) par le mot 諧 (xié), après que l'entrée précédente a « défini » inversement 諧 par 詥. Il s'agit plus d'une levée d'ambiguïté que d'une définition au sens habituel. En chinois classique, 詥 hé a de nombreux sens (transmettre un héritage, donner des instructions, donner,...) ; de son côté, 諧 (xié) a également de nombreux sens (accord, concorde ; compagnon ; plaisanter) : mais les deux séries ne se recouvrent guère. La « définition » fonctionne ici plus comme une association de mots, comme si en français on profitait du cliché « vin et spiritueux » pour définir « vin (spiritueux) » par opposition à des homophones « vingt (et un) » ou « vain (impossible) ».
Le deuxième segment se lit classiquement « de (从) "mot" (言), harmonie (合 hé) phonétique (聲) ». C'est la vision classique d'un idéophonogramme, combinant une information sur la signification (ici 言) et sur la prononciation (ici 合). La formule « 从XY聲 » se rencontre 7 636 fois dans le corpus, c'est-à-dire dans pratiquement trois quarts des entrées.
L'entrée de l'image ajoute derrière le texte un addendum, « 候閤切 », qui est une glose par rapport au texte d'origine.
La même page donne un exemple d'idéogramme composé, le caractère 䚻 (premier caractère en haut à droite) :
 徒歌从言肉
En chinois, le caractère 从 représente deux hommes marchant à la suite l'un de l'autre, et a les sens premiers de « Suivre, obéir, accompagner, imiter », et de là, le sens grammatical de « de là ; provient de ».
Ici, la composition est décrite comme « de (从) parole (言) et organe (肉) », donc simplement formée par la juxtaposition de ces deux caractères élémentaires. Cette formule, ou la formule équivalente « 从A从B », est dix fois moins fréquente que la précédente. Le sens qui découle de cette composition n'est pas particulièrement décrit : l'objectif du ShuoWen n'est pas de donner le sens des caractères, mais d'en décrire la construction ; le lecteur étant censé en connaître le (les) sens par ailleurs. Ici, le sens de 䚻 est effectivement reliable aux deux composants : la construction représente l'idée que l'on n'entend qu'un seul organe dans un discours, et non un dialogue : donc, un « discours d'un (seul) organe », un chant sans accompagnement.
Dans l'image ci-contre, l'entrée est suivie de la glose « 余招切 ».

## Philologie
Le Shuowen s’est perdu mais a pu être reconstitué à partir des extraits recopiés dans d’autres ouvrages. Le fragment le plus ancien connu, très court, concerne la clé de mù (木) et date des Tang. Une édition de référence connue comme la Grande Édition des Xu fut commandée en 986 par l’empereur Song Taizong à Xu Xuan (徐铉 / 徐鉉, xú xuàn 916 – 991), spécialiste de l’ouvrage, qui travailla avec son frère Xu Kai (徐鍇 920-74) ; ce dernier ajouta une exégèse et des indications phonétiques de type fanqie.
Sous les Qing, le Shuowen ne fut pas oublié par les philologues, nombreux durant cette période. Zhu Junsheng (朱駿聲 1788-1858), Gui Fu (桂馥 1736-1805), Wang Yun (王筠 1784-1834) et surtout Duan Yucai (段玉裁 1735 - 1815), auteur d’une édition commentée largement utilisée par les scolaires au XXIe siècle, sont connus comme « les quatre grands spécialistes du Shuowen ».
Parmi les spécialistes du XXe siècle, on peut citer Ma Zonghuo (馬宗霍), Ma Xulun (馬敘倫), William G. Boltz, W. South Coblin, Thomas B.I. Creamer, Paul L.M. Serruys, Roy A. Miller et K.L. Thern. Ding Fubao (丁福保, 1874-1952) publia l’ensemble des travaux sur le Shuowen, des plus anciens au début du XXe siècle.